# Asplanchna
Asplanchna (deutsch: Sack-Rädertierchen) ist eine Gattung aus dem Stamm der Rädertierchen.

## Beschreibung
Bei Asplanchna gibt es einen starken Geschlechtsdimorphismus.

### Weibchen
Die Tiere sind je nach Art 420 µm-2500 µm große blasig aufgetriebene Allesfresser und meist vollkommen durchsichtig. Ihre Kieferzangen werden zum Ergreifen der Beute nach außen geschwenkt. Fuß, Darm und After sind nicht vorhanden, unverdaute Nahrung wird somit erbrochen. Asplanchna haben zwei kleine rote Augen gegenüber dem Gehirn. Das Räderorgan hat sich zu einem Wimpernfeld zurückentwickelt.

### Männchen
Die Männchen sind lediglich ca. 300 µm groß, haben kein Verdauungssystem, leben nur kurze Zeit und bestehen fast nur aus ihrem Hoden.

## Arten (Auswahl)
- Asplanchna priodontata
- Asplanchna brightwelli
- Asplanchna sieboldi
- Asplanchna girodi
- Aslpanchna multiceps